# Daxalipram
Daxalipram ist ein experimenteller Arzneistoff, dem Wirkungen bei multipler Sklerose und Kolitis zugeschrieben werden. Es ist ein Hemmstoff der Phosphodiesterase-4 (PDE-4) und reduziert den Abbau des sekundären Botenstoffs cAMP durch intrazelluläre Phosphodiesterasen.
Daxalipram ist ein γ-Lactam und wurde 1997 erstmals in einem Patent der Schering AG erwähnt und im Jahr 2000 in der Literatur als Mesopram beschrieben.

## Pharmakologische Eigenschaften

### Wirkungsmechanismus
Daxalipram hemmt die Isoenzyme B und D der PDE-4. Es wirkt nur schwach oder nicht auf andere Phosphodiesterasen.

### Antientzündliche Wirkungen
Daxalipram werden aufgrund tierexperimenteller Untersuchungen antientzündliche Wirkungen, insbesondere bei Multipler Sklerose zugeschrieben. Dabei soll Daxalipram den Krankheitsgrad einer
experimentellen Hirnentzündung bei Nagetieren reduzieren und die Einwanderung von Entzündungszellen ins Nervensystem sowie die Produktion von Zytokinen dosisabhängig unterdrücken.
Jüngere Untersuchungen zeigen, dass die antientzündlichen Effekte von Daxalipram im Hirn nicht auf eine Stabilisierung der Blut-Hirn-Schranke zurückgeführt werden können.
Daxalipram wirkte auch in einem Mausmodell gegen entzündliche Darmerkrankungen.

### Andere Wirkungen
Bei Ratten konnte Daxalipram den Eisprung herbeiführen. Damit könnte Daxalipram (oder andere Phosphodiesterase-4-Hemmer) eine Alternative zur Injektionbehandlung bei Unfruchtbarkeit darstellen.

## Klinische Wirkungen
Daxalipram wurde von der Schering AG u. a. zur Behandlung von Multipler Sklerose entwickelt. Es wurde jedoch bislang nicht als Arzneimittel zugelassen. Die Entwicklung wurde 2004 aufgrund »Priorisierung anderer Entwicklungsprojekte« eingestellt.